# Госнелл, Гарольд
Гарольд Фут Госнелл (1896-1997) — представитель чикагской школы политический исследований, политолог, преподаватель Гарвардского университета, ученик Чарльза Мерриама.

## Научная деятельность
В 1920-х и 1930-х годах Госнелл стал пионером в применении экспериментальных и статистических методов для изучения политического поведения в Соединённых Штатах и за рубежом. В своих трудах он исследовал чёрную политику, процесс явки избирателей на выборы. Особую известность получил его труд «Политическая машина. Модель Чикаго» (1937). А также: Non-voting, Causes and Methods of Control (1924, совместно с Мерриамом) и Getting out the Vote: An Experiment in the Stimulation of Voting (1927) и др.

### Переводы на русский язык

#### Статьи
- Госнелл Г. Ф. Политическая партия versus политическая машина // Чикагская школа политической мысли (1920—1940-е годы) / под ред. Д. В. Ефременко. — М.: ИНИОН РАН, 2023. — С. 238—250. — ISBN 978-5-248-01071-4.
- Госнелл Г. Ф. Статистики и политические ученые // Чикагская школа политической мысли (1920—1940-е годы) / под ред. Д. В. Ефременко. — М.: ИНИОН РАН, 2023. — С. 251—264. — ISBN 978-5-248-01071-4.
- Госнелл Г. Ф. Символы национальной солидарности // Чикагская школа политической мысли (1920—1940-е годы) / под ред. Д. В. Ефременко. — М.: ИНИОН РАН, 2023. — С. 265—274. — ISBN 978-5-248-01071-4.